# パン＝アメリカ会議
パン＝アメリカ会議（パン＝アメリカかいぎ、英: Pan-American Conference、汎アメリカ会議）は、米州諸国が開催する首脳会議のこと。

## 首脳会議
| 年月日                    | 開催都市                       |
| ------------------------- | ------------------------------ |
| 1889年10月2日 - 1890年4月 | ワシントンD.C.（第1回）        |
| 1902年                    | メキシコシティ（第2回）        |
| 1906年                    | リオデジャネイロ（第3回）      |
| 1910年                    | ブエノスアイレス（第4回）      |
| 1923年3月                 | サンティアゴ（第5回）          |
| 1928年1月 - 2月           | ハバナ（第6回）                |
| 1933年                    | モンテビデオ（第7回）          |
| 1938年12月24日            | リマ（第8回）                  |
| 1948年4月                 | ボゴタ（第9回）                |
| 1954年3月1日 - 30日       | カラカス（第10回）             |
| 1960年2月                 | キト（第11回）                 |
| 1967年                    | ブエノスアイレス               |
| 1985年                    | カルタヘナ                     |
| 1994年12月                | マイアミ                       |
| 1996年                    | サンタ・クルス・デ・ラ・シエラ |
| 1998年                    | サンティアゴ                   |
| 2001年                    | ケベック                       |

第1回会議でジェイムズ・G・ブレインによって米州国際共和国連合が設立され、これは1910年に汎米連合となり、第9回会議でジョージ・C・マーシャルの主導で米州機構に改組された。

## パン・アメリカ会議
会議は以下の、初期に開催された首脳会議 (Pan-American summits) まで起源をさかのぼる。
| 年月日                    | 開催都市     |
| ------------------------- | ------------ |
| 1826年1月22日             | パナマ       |
| 1847年12月 - 1848年3月1日 | リマ         |
| 1856年9月                 | サンティアゴ |
| 1864年11月                | リマ         |

1826年に初のアメリカ会議がシモン・ボリバルによって召集・開催された。彼は、南アメリカの独立した国々の安定を図ろうとしたが、政治的、社会的対立が表面に噴出し、会議を統率することができなかった。。

## 学生会議
パン＝アメリカ学生会議 (Pan-American Students Conference) は1948年4月にコロンビアのボゴタで開催された。会議は西半球のアメリカ支配に抗議するため、アルゼンチンのフアン・ペロン大統領によって計画され、フィデル・カストロも出席した。